# Lipaleyrodes
Lipaleyrodes is een geslacht van halfvleugeligen (Hemiptera) uit de familie witte vliegen (Aleyrodidae), onderfamilie Aleyrodinae.
De wetenschappelijke naam van dit geslacht is voor het eerst geldig gepubliceerd door Takahashi in 1962. De typesoort is Lipaleyrodes phyllanthi.

## Soorten
Lipaleyrodes omvat de volgende soorten:
- Lipaleyrodes atriplex (Froggatt, 1911)
- Lipaleyrodes breyniae (Singh, 1931)
- Lipaleyrodes crossandrae David & Subramaniam, 1976
- Lipaleyrodes emiliae Chen & Ko, 2006
- Lipaleyrodes euphorbiae David & Subramaniam, 1976
- Lipaleyrodes hargreavesi (Corbett, 1935)
- Lipaleyrodes leguminicola (Takahashi, 1942)
- Lipaleyrodes phyllanthi Takahashi, 1962
- Lipaleyrodes vernoniae David & Thenmozhi, 1995